# Bloombergova škola veřejného zdraví
Bloombergova škola veřejného zdraví (anglicky Johns Hopkins Bloomberg School of Public Health, zkratka JHSPH) je vysokoškolská vědecká instituce, která je součástí Univerzity Johnse Hopkinse.
JHSPH se nachází ve městě Baltimore v americkém státě Maryland. Byla založena roku 1916 Williamem H. Welchem a Johnem Rockefellerem. O historii této školy částečně pojednává kniha "The Great Influenza" napsaná Johnem Barrym v roce 2004. Tato kniha se věnuje historii takzvané španělské chřipky v letech 1918 až 1920 a roli kterou v boji s touto pandemií sehrála JHSPH a její zakladatelé.
Bloombergova škola veřejného zdraví má deset kateder, 875 profesorů a v současné době na ní studuje 3639 studentů pocházejících z 97 zemí světa. JHSPH je považována za první a největší školu veřejného zdraví na světě. Od roku 1994 je každoročně zvolena nejlepší institucí ve svém oboru ve Spojených státech amerických, naposledy 29. března 2022.
Studenti si mohou vybrat z 27 magisterských, doktorských a kombinovaných studijních programů. Škola je pojmenována podle přispěvatele do školního rozpočtu Michaela Bloomberga, absolventa Univerzity Johnse Hopkinse, někdejšího starosty New York City (2002 - 2013) a demokratického kandidáta na prezidenta Spojených států amerických v roce 2020.
Od roku 2018 je děkankou Ellen J. MacKenzie.
V průběhu pandemie covidu-19 se vědci z JHSPH podíleli na četných vědeckých publikacích týkajících se tohoto viru and mimo jiné vytvořili mapu, která shromažďuje světová data o počtu nakažených a úmrtích souvisejících s Covidem-19.

## Katedry
- Biochemie a molekulární biologie
- Biostatistika
- Duševní zdraví
- Environmentální zdraví a inženýrství
- Epidemiologie
- Mezinárodní zdraví
- Molekulární mikrobiologie a imunologie
- Obyvatelstvo, rodinné a reprodukční zdraví
- Zdraví, chování a společnost
- Zdravotní politika a management

## Významní absolventi
- Dr. Chen Chien-jen: Viceprezident Tchaj-wanu (2016–2010); bývalý ministr zdravotnictví, viceprezident tchajwanského národního akademického ústavu.
- Leroy Edgar Burney: 8. generální chirurg Spojených států; jako první veřejně identifikoval cigaretový kouř jako příčinu rakoviny plic.
- Virginia Apgarová: Apgarův test, Anesteziologie, Teratologie, zakladatelka oboru Neonatologie.
- Alexander Langmuir: Epidemiolog, zakladatel Epidemické zpravodajské služby (EIS).
- George W. Comstock: Epidemiolog, průkopník kontroly a léčby tuberkulózy.
- Martha E. Rogers: Hlavní postava v ošetřovatelské teorii, vytvořila Science of Unitary Human Beings.
- Donald A. Henderson: Vymýtil neštovice, získal prezidentskou medaili svobody, bývalý děkan JHSPH (1977–1990).
- Andrew Spielman: Hlavní postava v moderní historii entomologie veřejného zdraví a nemocí přenášených vektory.
- Alfred Sommer: Objevil účinnost vitamínu A jako faktor ve snižování novorozenecké/dětské úmrtnosti, bývalý děkan JHSPH (1990–2005).
- Miriam Were: Africká aktivistka, držitelka ceny Légion d'honneur & the Hideyo Noguchi Africa Prize.
- António Correia de Campos: Poslanec Evropského parlamentu od roku 2009; Portugalský ministr zdravotnictví 2001–2002, 2005–2008.
- Antonia Novello: 14. generální chirurg Spojených států.
- Bernard Roizman: Virolog, přední světový odborník na virus Herpes Simplex.
- Linda Rosenstock: Děkanka Kalifornské univerzity v Los Angeles Školy veřejného zdraví.
- Peter Pronovost: Vytvořil protokol intenzivní lékařské péče.
- Miriam Alexander: Prezidentka Americké vysoké školy preventivního lékařství.
- John Travis: Průkopník ve wellness hnutí.
- Sanjay Ghose: Indický aktivista, který propagoval mediální iniciativy venkova v oblasti zdraví a rozvoje venkova.
- Abdullah Baqui: Vědec v oblasti veřejného zdraví.
- Anna Baejter: Fyzioložka a toxikoložka známá pro svou vědeckou práci o karcinogenních účincích chromu.